# Odontaster pearsei
Odontaster pearsei is een zeester uit de familie Odontasteridae.
De wetenschappelijke naam van de soort werd in 2010 gepubliceerd door Janosik & Halanych.